# Allophorocera ferruginea
Allophorocera ferruginea là một loài ruồi trong họ Tachinidae.